# Революции от 1917 – 1923
Революциите от 1917 – 1923 г. са политически вълнения и въоръжени бунтове и въстания по цял свят, вдъхновени от успеха на Руската революция и обусловени от нарушаването на статуквото след Първата световна война. Въстанията са предимно социалистически или антиколониални по природа. Повечето социалистически бунтове не успяват да създадат трайни социалистически държави, но имат трайни последици за оформянето на европейския политически ландшафт, като например разпадането на Германската империя и разпадането на Австро-Унгария.
Първата световна война мобилизира милиони войници, преобразява политическите сили и предизвиква социални сътресения. От смутните събития избухват революции, провеждат се масови стачки и много войници се разбунтуват. В Русия цар Николай II абдикира по време на Февруарската революция. Сформирано е краткотрайното либерално руско временно правителство, но то е свалено от болшевиките по време на Октомврийската революция, което предизвиква кървавата руска гражданска война. Много френски войници се разбунтуват през 1917 г. и отказват да се бият с врага. В България много войски се разбунтуват и българският цар абдикира. В Австро-Унгария избухват масови стачки и бунтове, а Хабсбургската монархия се разпада. Ноемврийската революция води до края на Германската империя. Италия преживява различни масови стачки. Турция води успешна война за независимост. Ирландия е разделена и е създадена Ирландската свободна държава. По цял свят има различни други протести и бунтове.

## Комунистически революции в Европа

### Русия
В разкъсваната от войната имперска Русия либералната Февруарска революция сваля монархията през март 1918 г. Следва няколкомесечен период на нестабилност и болшевиките завземат властта с преврат – Октомврийската революция. Новата власт на болшевиките скоро преустановява участието на Русия във войната, като прави големи териториални отстъпки на противниците си чрез Брест-Литовския договор. Вътре в страната болшевиките срещат отпор от страна на политическите си съперници, включително подпомогнати с интервенция на чуждестранни сили. За да се противопоставят на Владимир Ленин, болшевиките и на зараждащия се Съветски съюз, в Руската гражданска война срещу болшевиките се бият антикомунистически сили от най-различни фракции. Това са по-специално контрареволюционното Бяло движение и селските зеленоармейци, различни националистически движения в Украйна и други имперски територии като тези в Прибалтика, Задкавказието и Централна Азия. Израз на съпротива са и т.нар. Трета руска революция, вдъхновена от анархистите, и Тамбовското въстание.
Към 1921 г. изтощението, колапсът на транспортните пътища и търговските пазари, както и заплахата от глад, карат дори войници и моряци от Червената армия да се бунтуват срещу комунистическата държава, например по време на Кронщатското въстание. Антиболшевишките сили обаче са некоординирани и дезорганизирани и действат предимно в периферията. Червената армия, действайки в центъра, ги побеждава една по една и си възвръща контрола. Пълният провал на вдъхновените от Коминтерна европейски революции е отрезвяващо преживяване и болшевиките преминават от доктрината за световна революция към нова доктрина: победа на социализма в една страна – Русия. Ленин предприема стъпки за установяване на търговски отношения с Великобритания, Германия и други големи страни. Най-драматичното отстъпление от марксизма е направено през 1921 г., когато Ленин въвежда Новата икономическа политика (НЕП). Тя позволява на частни лица да притежават малки и средни предприятия. След като болшевиките побеждават в Гражданската война през 1922 г. официално е създаден Съюзът на съветските социалистически републики (СССР).

### Велико княжество Финландия и финландска гражданска война
На 6 декември 1917 г., малко след Октомврийската революция в Русия, Финландия обявява своята независимост, която е призната от руското болшевишко правителство. Малко по-късно започва Финландската гражданска война между поддържащата правителството Бяла гвардия и крайнолявата Червена гвардия. Правителството успява да надделее само за няколко месеца, но войната е свързана с много насилие от двете страни, което създава разделение във финландското общество, продължило няколко десетилетия. С Договора от Тарту от 1920 г. е установена съветско-финландската граница, като освен територията на Великото княжество към Финландия е присъединен и град Печенга на Баренцово море.

### Западна Европа
Руският успех вдъхновява вълна от революционни действия по света по примера на болшевиките. Забележителна е Германската революция и последвалите я Баварска съветска република, съседната Унгарска съветска република и Биенио Росо в Италия, както и различни по-малки въстания, протести и стачки, всички те неуспешни.
Германската революция се оказва решаваща за абдикацията на германския кайзер, както и за края на Германската империя и по този начин оформя политическото бъдеще на Европа. Тя също така е предпоставка Обединеното кралство да започне да вдига осакатяващото ембарго срещу Германия.
Болшевиките се стремят да координират тази нова революционна вълна, като основават през 1919 г. нов Комунистически интернационал (Коминтерн), ръководен от Съветския съюз, а новите комунистически партии се отделят от бившите социалистически организации и напускат по-стария умерен Втори интернационал. Ленин вижда успеха на потенциалната германска революция като възможност да сложи край на икономическата изолация на новосформираната Съветска Русия. Въпреки амбициите за световна революция поддръжниците на победата на социализма в една отделна страна, водени от Йосиф Сталин, идват на власт в съветската държава и започват болшевизация на Коминтерна.
След Втората световна война Червената армия окупира по-голямата част от Източна Европа, а комунистите идват на власт в прибалтийските държави, Полша, Унгария, Чехословакия, Румъния, България и Източна Германия.

### Италия
В Италия след Първата световна война настъпва икономическа криза и нараства безработицата. Инфлацията расте, към края на 1920 г. италианската лира струва само една четвърт от стойността си от 1914 г., а през първата половина на 1921 г. разходите за живот на средностатистическо семейство от работническата класа са 5,6 пъти по-високи, отколкото през 1914 г. Тези фактори спомагат за появата на Biennio Rosso (Двете червени години), период на интензивен социален конфликт между комунистическите революционери и Италианското кралство. Нарастването на подкрепата за социализма от страна на работническата класа през този период е бързо и значително: Италианската социалистическа партия увеличава броя на членовете си до 250 000 души, големият социалистически профсъюз Обща конфедерация на труда достига два милиона членове, докато анархисткият Италиански синдикалистки съюз отбелязва присъединяването на до 500 000 членове.
Този период на революционна дейност се характеризира със създаването на фабрични съвети под контрола на комунистически революционери и анархо-синдикалисти. Класови конфликти възникват и в провинцията, има стачки и сблъсъци в северната част на долината на река По.
Въпреки нарастващата подкрепа за революцията в Италия революционерите не успяват да се възползват от разрастването на своето движение, което води до бавно отслабване на желанието за социални промени и проправя пътя на похода към Рим, който предшества идването на власт на Бенито Мусолини и Националната фашистка партия.

### Унгария
След Първата световна война Австро-Унгария престава да съществува. Нейният наследник в Унгария е Унгарската съветска република, социалистическа държава, създадена през март 1919 г. Тя е разпусната в началото на август, след като претърпява поражение в Унгарско-румънската война.

## Некомунистически революции

### Ирландия
Националистическото Великденско въстание от 1916 г. в Ирландия, тогава част от Обединеното кралство, предхожда Ирландската война за независимост (1919 – 1921 г.). Ирландското републиканско движение от онова време е предимно националистическа и популистка форма на радикален републиканизъм и въпреки че има леви позиции и включва социалисти и комунисти, то не е комунистическо. Ирландската република и Съветска Русия въпреки това намират общ език в противопоставянето си на Британската империя и установяват търговски отношения. Британският историк Е. Х. Кар по-късно коментира, че „преговорите не са взети много насериозно нито от едната страна“. Както Ирландската република, така и Съветска Русия са изключени от Парижката мирна конференция. През 1922 г. е основана Ирландската свободна държава.

### Гърция
Сблъсъкът между радикалния републиканизъм и консервативния монархизъм стои в основата и на политическия конфликт в Гърция. В годините преди войната Гърция участва в Балканските войни срещу съседни държави с националистически и иредентистки цели. Първата световна война, в която Гърция е на страната на победителите срещу стария ѝ съперник, Османската империя, изостря съществуващото напрежение между двата лагера на гръцкия политически елит, известно като национален разкол. Отляво венизелистите, водени от Елевтериос Венизелос, са с либерални, републикански, прогресивни и националистически идеи; във външната политика подкрепят Франция и Великобритания и се стремят към дълбоки демократизиращи реформи, повлияни от радикалите от Третата френска република и от британския премиер Дейвид Лойд Джордж. Отдясно, монархистите са консервативни, клерикални и традиционалисти; подкрепят Германия във външната политика и са за силна политическа роля на краля. Между 1919 и 1922 г. Гърция води война с Турция, за да се възползва от разпадането на Османската империя и да придобие територии, населени с етнически гърци. Катастрофата на Гърция в битката при Думлупънар дискредитира нейния консервативен и монархистки елит. През 1922 г. избухват армейски бунтове и народни въстания, които водят първоначално до военен преврат от републикански армейски офицери, последван от принудителната абдикация на крал Константин I през 1923 г. и премахване. на монархията. През 1924 г. е установена Втората гръцка република. Тази нестабилност продължава през останалата част от междувоенния период: отначало с военен преврат през 1925 г. генерал Пангалос е назначен за диктатор, през 1928 г. има връщане към демокрацията при Венизелос и през 1935 г. монархията е възстановена чрез военен преврат.

### Испания
Испания, въпреки неутралитета си по време на войната, също е засегната от сътресения между радикалния републиканизъм и традиционалисткия монархизъм. Реставрираната монархия от 1874 г. представлява консервативен парламентарен режим, но който не представлява достатъчно народа и отрежда важна политическа роля на монарха. През 1917 г. е направен опит за демократизираща революция от алианс от радикални републиканци, социалисти и недоволни офицери от испанските въоръжени сили, но той скоро се проваля. След войната обаче нарастват критиките към конституционната монархия, тъй като международният климат е благоприятен за републикански или демократизиращи институционални промени, а държавата се оказва неспособна да разреши редица проблеми, породени от войната, по-специално следвоенния икономически спад и подновените антиимперски борби в колониите. между 1919 и 1923 г. нарастват стачните движения, което води до ескалиращ паравоенен конфликт между работническите и работодателските организации, например в Барселона. Междувременно Испания влиза в Рифската война през 1920 г., за да запази контрол над последните останки от колониалната си империя, която завършва с катастрофално поражение в битката при Ануал (Мароко) през 1921 г., което дискредитира конституционната монархия. Многократно се провеждат избори, но те не успяват да доведат до работещо мнозинство в парламента за някоя от партиите на върхушката, за да се справят с кризите. Изправен пред широко разпространени социални вълнения и институционална парализа генерал Мигел Примо де Ривера извършва държавен преврат с подкрепата на различни групи (индустриалци, военни, консервативните партии). Конституцията от 1876 г. е отменена, свободните медии са забранени, парламентът е разпуснат. Примо де Ривера е назначен за глава на правителството с диктаторски правомощия от крал Алфонсо XIII. Революционните и демократични движения от 1916 – 22 г. са прекратени с установяването на военна диктатура, която продължава до Втората република от 1931 г.

### Мексико
Към 1915 г. Мексиканската революция (1910 – 1920) се изражда във фракционни борби сред бунтовниците, тъй като по-радикалните сили на Емилиано Сапата и Панчо Виля губят позиции от по-консервативната „сонорска олигархия“ и нейната Конституционна армия. Последната голяма група контрареволюционери Фелисистас слагат оръжие през 1920 г. и междуособните борби за власт за известно време затихват, след като революционният генерал Алваро Обрегон елиминира бившите си съюзници и съперници. През следващото десетилетие се случват няколко убийства, сред които това на Обрегон, има неуспешни опити за военен преврат, както и едно мащабно въстание (Кристиада) срещу преследването на римокатолиците от страна на правителството.

### Египет
След приключването на Първата световна война движението за независимост от Великобритания се засилва. Националистите постигат мнозинство в Законодателното събрание, а парламентарна делегация отправя искане за независимост към британския губернатор. В резултат нейните водачи начело със Саад Заглул са хвърлени в затвора, а през март 1919 г. са изпратени на заточение в Малта. Това запалва искрата на истинска революция срещу британските окупатори. Нейният основен инструмент е гражданското неподчинение. Център на събитията са Кайро и Александрия, където стачкуват студенти и юристи. Спират работа пощата и телеграфът, трамвайното и железопътното движение. В крайна сметка Великобритания едностранно обявява кралство Египет на 22 февруари 1922 г. като независима конституционна монархия. Британците запазват обаче контрола си върху външните работи, комуникациите, войските, над зоната на Суецкия канал и Англо-египетски Судан.
Крал Фуад I умира през 1936 г., а Фарук I наследява трона само на 16 години. Разтревожен от Втората итало-етиопска война, по време на която фашистка Италия нахлува в Етиопия, той подписва англо-египетски договор, който изисква от Великобритания да изтегли всички свои войски от Египет до 1949 г., с изключение на Суецкия канал. По време на Втората световна война съюзническите войски използват Египет като основна база за операциите си в целия регион. През 1947 г. британските въоръжени сили са изтеглени в района на Суецкия канал, но националистическите антибритански настроения продължават да нарастват и след войната.

### Ирак
През лятото на 1920 г. в Багдад започва Иракското въстание с масови демонстрации на граждани, включително протести на недоволни офицери от старата османска армия, срещу британците. Въстанието набира скорост, като се разпространява в предимно племенните шиитски райони на средното и долното течение на Ефрат. Шейх Мехди Ал-Халиси е виден шиитски лидер на въстанието. По време на революцията сунитските и шиитските религиозни общности си сътрудничат, заедно с племенните общности, градското население и много иракски офицери в Сирия. Целите на революцията са независимост от британското управление и създаване на арабско правителство. Въстанието постига известен първоначален успех, но британците го потушават с обстрел от тежка артилерия и въздушни бомбардировки. Към края на октомври 1920 г. британците побеждават, въпреки че размириците продължават до 1922 г. Макар че британците побеждават във военно отношение, иракчаните постигат политическа победа. На Ирак е дадена по-голяма автономия, като за крал на Ирак е назначен Фейсал I. Британският мандат за Месопотамия е отменен.

### Турция
След капитулацията на Османската империя с Мудроското примирие и сключването на последвалия Севърски договор се засилва съпротивата както срещу Османския султанат, така и срещу чуждестранните окупационни сили. Формирани са нередовни милиции „Кува-йи Милие“, които се сражават срещу французите в т.нар. Южен фронт на войната. След окупацията на Измир от гръцки сили е сформирано Велико национално събрание като контраправителство в Анкара, начело с Мустафа Кемал Ататюрк. Той продължава да се бори срещу окупационните сили, особено срещу гърците, които навлизат по-навътре в Мала Азия, и спира настъплението им в битката при Сакария. Следва началото на Голямата офанзива, която изтласква нахлуващите гръцки сили от Мала Азия.
Последиците от войната за независимост са премахването на Османския султанат, което слага край на 623-годишно османско управление и утвърждаването на властта на Великото народно събрание над Турция. На 29 октомври 1923 г. е обявена република с президент Ататюрк, който започва значителни реформи, които напълно променят турското общество, икономика и управление.